# Каллигас, Павлос
Павлос Каллигас (греч. Παύλος Καλλιγάς Лондон 1883 – Афины 1942) – греческий художник первой половины 20-го века.

## Биография

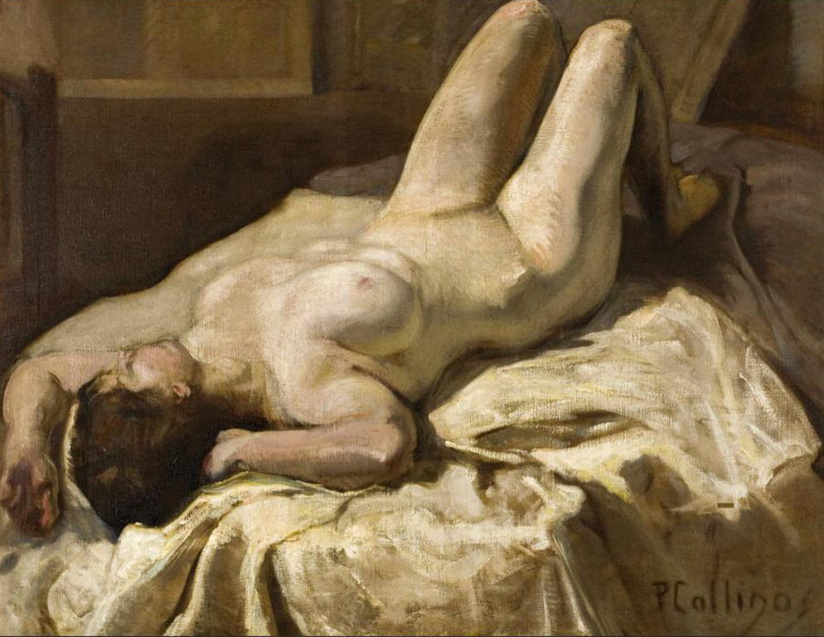
”Обнажённая”

Павлос Каллигас родился в 1883 году в Лондоне. Его отцом был известный греческий политик и градостроитель Петрос Каллигас (1856-1940). Его мать, Июлия Ралли, была из известной хиосской семьи коммерсантов и судовладельцев Раллисов. Павлос Каллигас приходился внуком своему тёзке, видному юристу, экономисту, историку, писателю и министру. 
Каллигас закончил Оксфордский университет, факультет химии. Но в 1907 году он уехал в Мюнхен, где поступил в Академию художеств и учился живописи у Габриеля Хакля. 
Каллигас поселился в Греции в период Балканских войн, в 1912-1913 годах, побывав перед этим в Лондоне и Париже. В 1917 году он принял участие выставке “Союза греческих художников”.

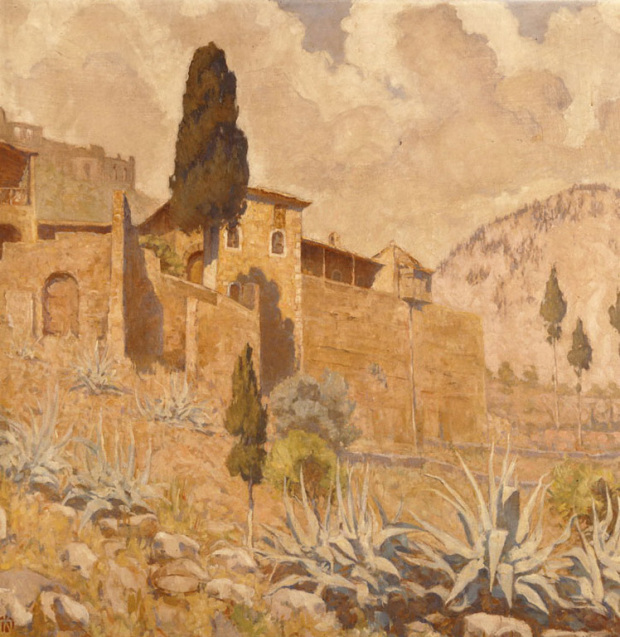
”Мистра”

В период 1922―1928 годов он содержал мастерскую в районе Афин Плака, вместе с Периклом Византиосом и Фокионом Роком. 
В 1931 году Каллигас выставлял свои работы вместе с "Группой Искусство". 
В 1934 и 1936 годах Каллигас принял участие в Венецианской биеннале. 
Художник принял также участие в Всегреческой выставке 1938 года. 
Павлос Каллигас умер в 1942 году в Афинах, во время тройной германо-итало-болгарской оккупации Греции. 
Каллигас писал в основном пейзажи и портреты, оставив после себя ограниченное число работ импрессионистской и постимпрессионистской манеры. 
Работы художника хранятся в Национальной художественной галерее Греции. 
Выставка ретроспектива работ художника состоялась в 1961 году в галерее "Зиго́с" (Ζυγός – Весы).
Художник был дважды женат и имел двух детей: дочь Майю Каллига и сына Петроса Каллигаса.